# خان محمدلو
خان محمدلو (بالإنجليزية: Khan Mohammadlu)‏ هي مستوطنة تقع في قسم انغوت الشرقي الريفي في إيران. يقدر عدد سكانها بـ 177 نسمة .